# Rhododendron gannanense
Rhododendron gannanense är en ljungväxtart som beskrevs av Z.C. Feng. Rhododendron gannanense ingår i släktet rododendron, och familjen ljungväxter. Inga underarter finns listade i Catalogue of Life.